# ボーイズラブ小説家一覧
ボーイズラブ小説家一覧（ボーイズラブしょうせつかいちらん）はボーイズラブ小説を主として書く小説家の一覧である。
作者名の後の括弧内は、その人が主に活躍するレーベルを示している。
Wikipedia内にリンク先が無い赤字作家含む著作情報は外部リンクの国立国会図書館での検索もご利用ください。

## 作家名一覧

### あ行
- 藍生有（花丸文庫・花丸Black・プリズム文庫）
- 英田サキ（プラチナ文庫・シャイノベルズ他）
- 秋月こお（キャラ文庫・ルビー文庫他）
- あさぎり夕（コバルト文庫・ビーボーイノベルズ・パレット文庫）
- 朝月美姫（オヴィスノベルズ他）
- 五百香ノエル（キャラ文庫・ディアプラス文庫他）
- 伊郷ルウ（講談社X文庫ホワイトハート・プラチナ文庫他）
- 和泉桂（SHYノベルズ・講談社X文庫ホワイトハート他）
- 磯崎なお（ビーボーイノベルズ他）
- 一穂ミチ（ディアプラス文庫・ルチル文庫他）
- いとう由貴（クロスノベルズ・プラチナ文庫・シャイノベルズ他）
- 岩本薫（ビーボーイノベルズ他）
- うえだ真由（ディアプラス文庫）
- 榎田尤利（シャイノベルズ・ビーボーイノベルズ他）
- 緒方志乃(ラピス文庫他)
- 音理雄(ラピス文庫)

### か行
- 柏枝真郷（ルビー文庫、講談社X文庫ホワイトハート、光風社出版クリスタル文庫他）
- 鹿住槇（ルビー文庫、コバルト文庫他）
- 神奈木智（キャラ文庫他）
- 金丸マキ（花丸ノベルズ、ルビー文庫、コバルト文庫他）
- 柊平ハルモ（ルビー文庫・ガッシュ文庫・プラチナ文庫他）
- 久我有加（ディアプラス文庫）
- きたざわ尋子（リンクスロマンス・花丸文庫他）
- 樹生かなめ（講談社X文庫ホワイトハート・シャイノベルズ他）
- 久能千明（リンクスロマンス、ルビー文庫、ダリア文庫他）
- 栗本薫(私家版)
- 桑原水菜(コバルト文庫)
- 黒崎あつし（ルビー文庫他）
- 栗城偲（リンクスロマンス・ディアプラス文庫他）
- 高円寺葵子(ラピス文庫他)
- 剛しいら（キャラ文庫・もえぎ文庫・プリズム文庫他）
- 高月まつり（プラチナ文庫、ダリア文庫他）
- 香月宮子(ラピス文庫他)
- 甲山蓮子（ショコラノベルス）
- こたにみや（アクア文庫）
- ごとうしのぶ（ルビー文庫）
- 小中大豆（花丸文庫・ルビー文庫）
- 桂生青依（ビーボーイノベルズ他）
- 近藤あきら(ラピス文庫他)
- 杏野朝水（アルルノベルズ他）
- 木原音瀬（HollyNovels・ビーボーイノベルズ他）

### さ行
- 西条公威
- 榊花月（キャラ文庫）
- 崎谷はるひ（ルビー文庫・ダリア文庫・ルチル文庫他）
- 佐々木禎子(ラピス文庫他)
- 沙野風結子（ダリア文庫・リンクスロマンス他）
- 沢城利穂（ルビー文庫）
- 篠崎一夜（幻冬舎文庫）
- 菅野彰（キャラ文庫他）
- 秀香穂里（キャラ文庫ほか）
- 愁堂れな（ルチル文庫・ルビー文庫・花丸文庫他）
- 真上寺しえ（ルビー文庫）
- 末吉ユミ（ラピス文庫他）
- 杉原那魅（リリ文庫）
- 杉原理生（ルチル文庫）
- 鈴木あみ（花丸文庫・ラピス文庫・アイス文庫他）
- 砂原糖子（ルチル文庫・ディアプラス文庫他）
- 須和雪里（ルビー文庫・HollyNovels他)

### た行
- 高岡ミズミ（キャラ文庫）
- 高尾理一（クロスノベルズ・シャレード文庫他）
- 高口里純（ルビー文庫）
- 高崎ともや(ラピス文庫他)
- 高遠琉加(春加)（ルビー文庫・シャレード文庫・ビーボーイノベルズ他）
- 鷹野京(ラピス文庫他)
- 橘かおる（花丸文庫・クロスノベルズ他）
- 谷崎泉（リンクスロマンス・シャレード文庫）
- chi-co（花丸文庫・シャレード文庫他）
- 月上ひなこ（ラピス文庫他）
- 月村奎（ディアプラス文庫他）
- 遠野春日（キャラ文庫他）

### な行
- 中原一也（リンクスロマンス・ラヴァーズ文庫他）
- 凪良ゆう（花丸文庫・シャイノベルズ他）
- 名倉和希（ディアプラス文庫・ダリア文庫・リンクスロマンス他）
- 七海花音（パレット文庫）
- 成田空子(ラピス文庫他)
- 成瀬かの（クロスノベルズ・ショコラ文庫他）
- 南原兼（花丸文庫・パレット文庫・コバルト文庫他）
- 西野花（花丸文庫・花丸Black・プラチナ文庫他）
- 新田一実（講談社X文庫ホワイトハート・パレット文庫・アクアノベルズ他）

### は行
- 鳩村衣杏（ガッシュ文庫・ビーボーイノベルズ他）
- 花本ロミオ(ラピス文庫他)
- バーバラ片桐（ビーボーイノベルズ他）
- パンサー鈴木（ラピス文庫）
- 火崎勇（キャラ文庫他）
- ひちわゆか（ビーボーイノベルズ・ルチル文庫）
- 日向唯稀（ラピス文庫）
- 広瀬司（ラピス文庫他）
- 深沢梨絵
- 藤崎都（ルビー文庫）
- 藤村裕香（ラピス文庫アズノベルス）
- ふゆの仁子（ルビー文庫・ラヴァーズ文庫・ダリア文庫他）
- 古川珠実
- 妃川螢（リーフノベルズ他）
- 本庄咲貴（ラピス文庫）

### ま行
- 真崎ひかる（アズノベルス他）
- 松岡裕太（ラピス文庫他）
- 松幸かほ（アルルノベルス・ショコラノベルス他）
- まるいゆり(ラピス文庫)
- 丸木文華(アズノベルズ 他)
- 眉山さくら（ショコラノベルス）
- 御木宏美（ショコラノベルス・ガッシュ文庫・アクアノベルズ他）
- 水島忍（ルビー文庫・ガッシュ文庫・花丸文庫他）
- 水原とほる（ガッシュ文庫・クロスノベルズ・キャラ文庫ほか）
- 水月真兎（ダリア文庫他）
- 水戸泉（ルビー文庫・リンクスロマンスほか）
- 水上ルイ（プラチナ文庫・ルビー文庫・ビーボーイノベルズ他）
- 水壬楓子（ルビー文庫）
- 峰桐皇(ラピス文庫)
- 宮川ゆうこ（リーフノベルス・プラチナ文庫他）
- 深沢梨絵（講談社X文庫ホワイトハート他）
- 森本あき（プラチナ文庫・ラヴァーズ文庫・ガッシュ文庫他）

### や行
- 矢神りな(ラピス文庫)
- 山藍紫姫子（ルビー文庫他）
- 矢城米花（シャレード文庫他）
- 由比まき(ラピス文庫他)
- 結城一美(ラピス文庫他)
- 結城惺（ウィングス文庫・ルビー文庫）
- Unit Vanilla（ビーボーイノベルズ・シャイノベルズ他）
- 夢野さり(花丸文庫)
- ゆらひかる（ダリアノベルズ他）
- 義月粧子（シャイノベルズ・ガッシュ文庫他）
- 吉田珠姫(花丸文庫・ガッシュ文庫他)
- 吉原理恵子（ルビー文庫・キャラ文庫他）

### ら行
- 李丘那岐（ルチル文庫・ビーボーイノベルズ）
- 六堂葉月（ダリア文庫他）
- 六青みつみ（リンクスロマンス・ガッシュ文庫他）

### わ行
- 若月京子（アクア文庫他）
- 渡海奈穂（ディアプラス文庫他）